# Руске народне просвитне дружство
Руске народне просвитне дружство (срп. Руско народно просветитељско пријатељство) просветно је друштво бачванско-сремских Рутена (Русина и Украјинаца), основано 2. јула 1919. у Новом Саду деловањем свештеника, учитеља и сељака после угарске окупације и преласка Бачке у Југославију, чиме је Украјинцима омогућен јавни рад.

## Историја
Најзначајнија достигнућа РНПД у његовој делатности у периоду између два светска рата су  кодификација русинског језика, успостављање новог правописа у његовим издањима и резултати на пољу културно-просветног, књижевног и националног живота. 
Међу личностима Руског народног просветног пријатељства били су свештеници Ј. Биндас, М. Мудри, Епископ Д. Нјаради, отац Х. Костелник; наставници: М. Поливка, М. Наријади, О. Ф; ученици: И. Крајцар, М. Винај, О. Костелник и други.
Руско народно просветно друштво је имало огранак  скоро у свим локалитетима Бачке и Срема где су живели Украјинци, са читаоницама, хоровима, позоришним групама итд. Издавачка делатност је постојала кроз издања као што су: „Руски календар“ (1921–1941), недељни лист „Руски новини“ (1924–1941), „Ридне слово“ (1931–1941), „Думка“ (1936–1941) и месечник за децу „Наша Захрадка” (1936–1941), више од 100 књига популарног садржаја. Од 1936. Руско народно просветно друштво је имало своју штампарију у Руском Крстуру и одржавало односе са друштвима „Просвіта“ у Лавову и Ужгороду.
За време угарске окупације Бачке 1941. године Руско народно просветно пријатељство је забрањено, а по повратку у Југославију 1944. године није обновљено. Његову улогу донекле је наставио „Одбор за културно-просветни рад Русина“ при Савезу културно-просветних друштава Аутономне области Војводине.